# Selinus (Kilikien)
Koordinaten: 36° 16′ N, 32° 17′ O
Selinus (auch Selinous, griechisch: Σελινοῦς), zeitweise Traianopolis, war eine antike Stadt im Rauen Kilikien (Kilikia Tracheia) an der Südküste Kleinasiens, in der Nähe der heutigen Stadt Gazipaşa in der Türkei, acht Kilometer südöstlich der antiken Stadt Iotape. Selinus war Namensgeberin der historischen Landschaft Selentis (oder Selinitis) in der westlichen Kilikia Tracheia.
Über die Geschichte der Stadt bis zur römischen Zeit ist wenig bekannt. Selinus wurde 197 v. Chr. von Antiochos III. unterworfen. Im Jahr 117 n. Chr. starb dort der römische Kaiser Trajan auf dem Rückweg vom Krieg gegen die Parther. Nach ihm wurde die Stadt in Traianopolis umbenannt, führte aber in der Spätantike, als sie Sitz eines Bischofs war, wieder ihren alten Namen. 269 eroberten die Perser die Stadt, im 5. Jahrhundert wurde sie von den isaurischen Unruhen betroffen.

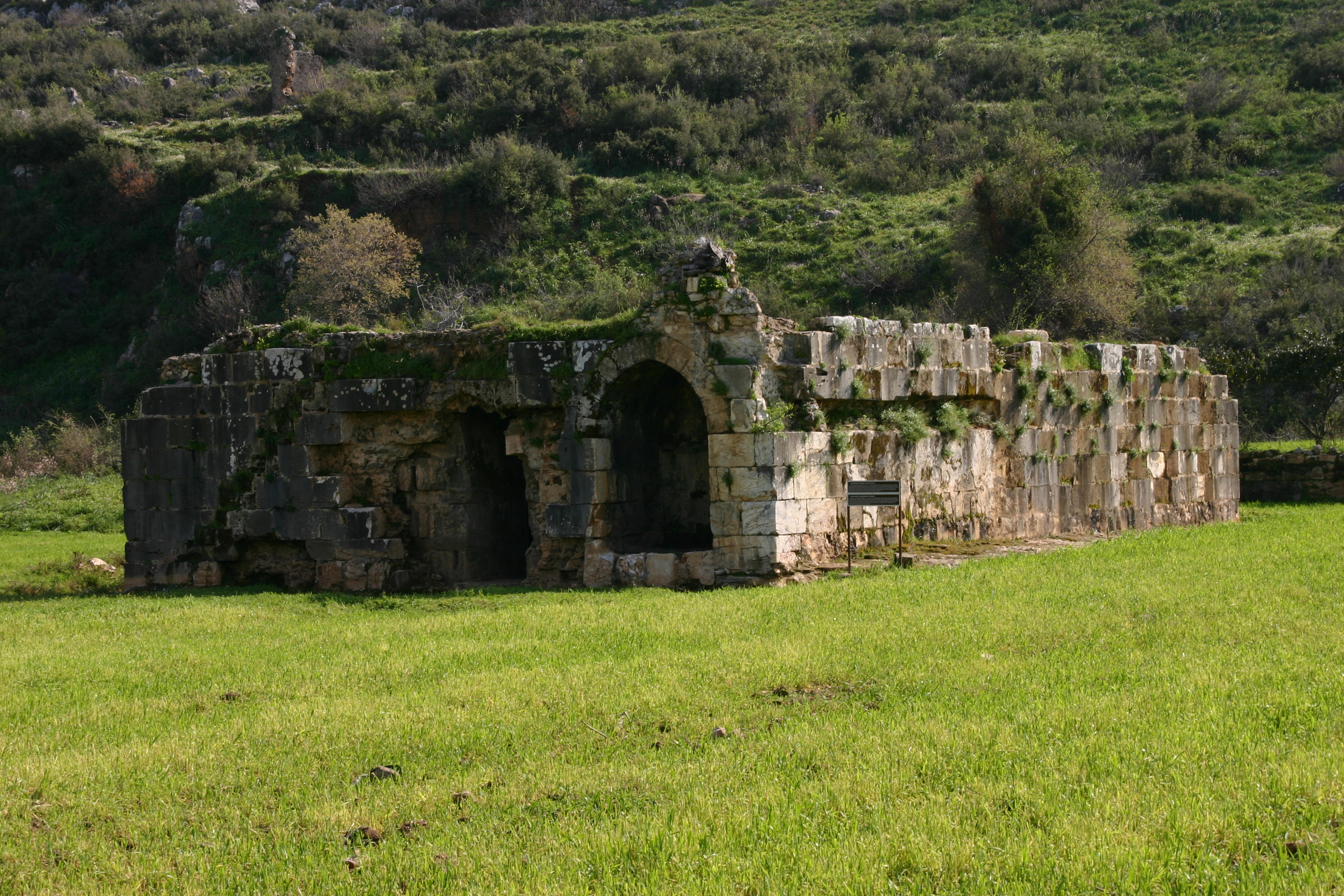
Das „Kenotaph Trajans“

Die Stadt liegt auf einem Berg an der Mündung des Flusses Selinus (heute Musa Çay) und breitete sich in römischer Zeit in die Ebene aus. Es haben sich Reste der Stadtmauer, eines Aquädukts und eines Theaters erhalten. Ein auf einem von Kolonnaden umgebenen Platz stehendes Gebäude (sog. Şekerhane Köşkü), das als Kenotaph Trajans bezeichnet wird, ist in seiner heutigen Form vermutlich seldschukisch, steht aber wohl an der Stelle des Kenotaphs, eines Baues korinthischer Ordnung, von dem zahlreiche Spolien wiederverwendet wurden.
Bei der gut erhaltenen Burg auf der Akropolis handelt es sich um eine kleinarmenische Festung des 12. Jahrhunderts.